# Antietam Creek
Antietam Creek (creek se traduce al español como riachuelo) es un afluente del río Potomac situado en el centro-sur del estado de Pensilvania y en la región conocida como Hagerstown Valley, al oeste de Maryland, en los Estados Unidos. El riachuelo se hizo famoso al ser el lugar donde se produjo la batalla de Antietam durante la guerra civil estadounidense. Se cree que el nombre "Antietam" proviene de una frase nativa que significaba "riachuelo que fluye veloz".
El riachuelo se forma en el condado de Franklin, en Pensilvania, fruto de la confluencia de los arroyos Este y Oeste (East y West en inglés) unos 3,7 kilómetros al sur de Waynesboro, Pensilvania. El riachuelo recorre unos 0,8 km antes de entrar en el Condado de Washington, Maryland. Tiene una longitud total de unos 65 km.
La cuenca del riachuelo abarca 241 km² e incluye partes del condado de Franklin, en Pensilvania, y del condado de Washington, en Maryland. Los principales afluentes en Pensilvania incluyen el East Branch (Arroyo Este del Antietam Creek), el West Branch (Arroyo Oeste del Atietam Creek), el Red Run y el Falls Creek. Los principales afluentes en Maryland incluyen el Little Antietam Creek (Pequeño Antietam), el Beaver Creek y el Marsh Run.
El riachuelo se caracteriza por tener numerosos puentes de piedra bien conservados del siglo XIX que aún siguen cruzándolo. El más famoso de ellos, de 38 metros de longitud, es el "Puente de Burnside" (Burnside's Bridge), situado en el Antietam National Battlefield.
La mayoría de la cuenca es una zona rural, pero la zona próxima a Hagerstown, Maryland, está amenazada de ser urbanizada. La zona está muy cultivada y los desechos de las granjas que llegan al río son un problema ecológico creciente.
El riachuelo fue uno de los principales escenarios de la batalla de Antietam (conocida como batalla de Sharpsburg por la historiografía confederada) librada el 17 de septiembre de 1862, cerca de la población de Sharpsburg, Maryland. El Puente de Burnside, que cruza el riachuelo, se convirtió en el principal centro del combate cuando las tropas de la Unión bajo el mando del general Ambrose E. Burnside intentaron repetidamente capturar el puente, guardado por las tropas confederadas. El día de la batalla se conoce como "el día en que el Antietam corría rojo" debido a la sangre de los miles de bajas en las tropas de la Unión, cuya sangre se unió a las aguas del riachuelo.
- Datos: Q575145